# ایزاک شوارتز
ایزاک شوارتز (روسی: Исаак Иосифович Шварц؛ ۱۳ مهٔ ۱۹۲۳ – ۲۷ دسامبر ۲۰۰۹) آهنگساز اهل روسیه بود.
وی همچنین برندهٔ جوایزی همچون جایزه نیکا و هنرمند مردمی روسیه شده‌است.